# Crenicichla saxatilis
Crenicichla saxatilis es una especie de peces de la familia Cichlidae en el orden de los Perciformes.

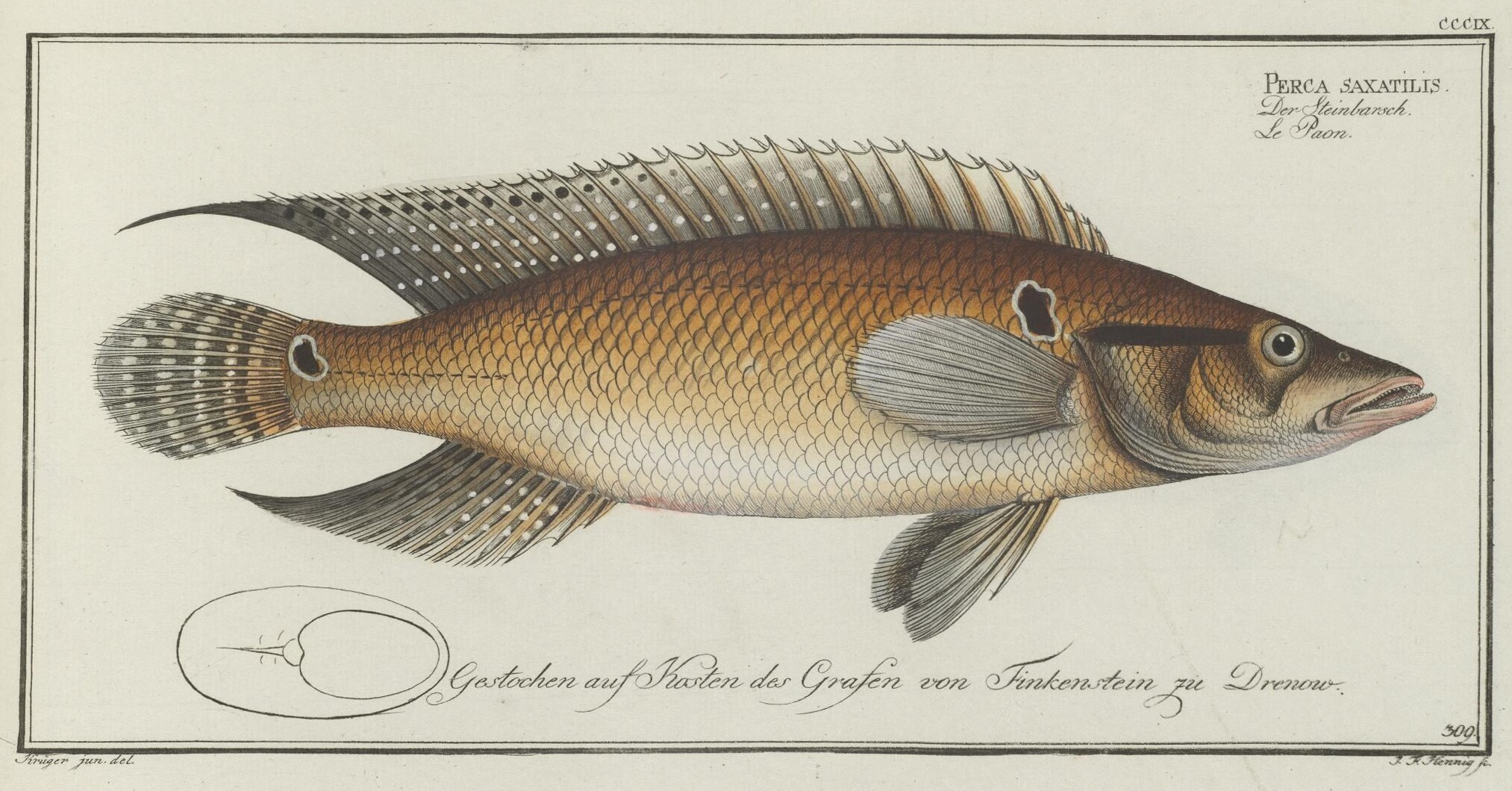
Ilustración en libro de Marcus Elieser Bloch con el sinónimo Perca saxatilis.

## Morfología
Los machos pueden llegar alcanzar los 20 cm de longitud total.

## Distribución geográfica
Se encuentran en Sudamérica: Surinam, Guayana Francesa, Guayana, Venezuela y la isla de Trinidad.